# Bokononismo
Il bokononismo è una religione immaginaria inventata dallo scrittore Kurt Vonnegut, praticata da diversi personaggi all'interno del suo romanzo Ghiaccio-nove (Cat's cradle) del 1963. 
Si tratta di un credo basato dichiaratamente sulla menzogna: il suo principio fondamentale è che tutte le religioni esistenti – incluso il bokononismo stesso – siano costituite unicamente da bugie. Tuttavia, se tali bugie sono innocue, possono permettere a chi crede in esse di avere una vita felice, e tale è appunto lo scopo del Bokononismo.
Nel romanzo, il fondatore ed unico profeta del bokononismo è Bokonon, un santone originario dell'immaginaria isola caraibica di San Lorenzo, che racchiude il proprio pensiero in aforismi e poesie raccolti nel Libro di Bokonon, il testo sacro della sua religione. Gran parte di tali poesie sono scritte nella forma di canzoni calypso. Significativamente, le parole con cui si apre il Libro di Bokonon (come riferito nel romanzo) sono: "Tutte le verità che sto per dirvi sono spudorate menzogne".
Alcuni concetti del Bokononismo, come vengono illustrati nel romanzo, sono richiamati nel titolo di una raccolta di saggi dello stesso Vonnegut: Wampeters, Foma, and Granfaloons (ribattezzato nell'edizione italiana Divina idiozia).

## Storia
Nel romanzo Ghiaccio-nove, le vicende di Bokonon e della fondazione del Bokononismo vengono raccontate al lettore così come le apprende il narratore del romanzo (che scrive in prima persona) dalla lettura del libro (immaginario) San Lorenzo: la terra, la storia, il popolo, scritto da tal Philip Castle, un altro personaggio del romanzo. 
Stando a quanto si legge in tale opera, il profeta Bokonon, all'anagrafe Lionel Boyd Johnson, nacque nel 1891 sull'isola di Tobago; la sua famiglia era ricca ed egli poté permettersi di studiare. Terminate le scuole, il futuro Bokonon si imbarcò su una goletta e fece vela, in solitaria, verso Londra. Qui si iscrisse alla London School of Economics, ma non finì gli studi a causa dello scoppio della prima guerra mondiale.
Nel tentativo di rientrare in patria, ancora in barca a vela, il giovane venne catturato prima dai tedeschi, poi dalla marina britannica, naufragò sulle coste di Capo Verde ed infine riuscì a sbarcare negli Stati Uniti, dove visse e lavorò per un certo tempo. In seguito si imbarcò per un viaggio intorno al mondo, andò incontro a nuove peripezie e nuovi naufragi finché, all'ennesimo approdo di fortuna, questa volta ad Haiti, non conobbe un giovane marine disertore, Earl McCabe. Nel tentativo di fuggire a Miami, i due vennero sorpresi da un'ulteriore tempesta, e giunsero naufraghi sulla poverissima isola di San Lorenzo.
Su questa landa arretrata, i due si misero in testa di realizzare una nazione utopistica. Preso con facilità il potere, McCabe iniziò dunque ad occuparsi delle leggi e del governo, diventando in breve tempo un dittatore, mentre Johnson, cambiato nome in Bokonon (in realtà la pronuncia sanlorenzese del proprio cognome) pensò a fondare una nuova religione, che potesse dare agli abitanti dell'isola la felicità. In breve tempo, tuttavia, i due si resero conto di non riuscire a sollevare il popolo dall'indigenza e dallo squallore: divenne ben presto evidente, infatti, come solo la religione potesse infondere una vaga ragione di speranza negli isolani. Dato che la realtà era tanto squallida, Johnson alias Bokonon prese così ad inventare menzogne sempre più belle per i suoi fedeli.
Infine, lo stesso Bokonon suggerì a McCabe di proibire ufficialmente la pratica del Bokononismo: nella sua idea, infatti, rendere la religione illegale avrebbe reso ancor più interessante ed avvincente praticarla. Così, il Bokononismo venne messo al bando nell'intera San Lorenzo, Bokonon costretto a fuggire nella foresta ed i suoi fedeli minacciati di pena di morte se sorpresi a praticarne i riti. 
Inizialmente, la faccenda rimase sotto controllo, con false esecuzioni per i fedeli e altrettanto falsi tentativi di cattura di Bokonon. Tuttavia, lentamente la finzione andò a rimpiazzare la realtà, e Johnson e McCabe divennero sempre più prigionieri dei propri ruoli, divenendo il primo un santone, esempio perfetto di bontà, il secondo un feroce dittatore, incarnazione del male.

## Concetti e terminologia
Nella lettura di Ghiaccio-nove si apprendono molti dei principi fondamentali e dei riti che caratterizzano il bokononismo. Lo stesso narratore del romanzo, che racconta i fatti in prima persona, si dichiara infatti bokononista ed è spesso prodigo di spiegazioni in tal senso.
Come già accennato, il Bokononismo si fonda sulle menzogne a fin di bene che possono donare all'uomo una vita felice; tali "innocue bugie" prendono il nome -nell'immaginaria lingua dell'Isola di San Lorenzo, in cui sono espressi i concetti bokononisti- di foma. Un altro principio (o una delle principali menzogne) del Bokononismo è la credenza che Dio chiami ciascun essere umano a lavorare -consapevolmente o meno- per realizzare un imperscrutabile progetto o fine divino. Più persone che operano per uno stesso fine costituiscono una karass. Per Bokonon, tutti gli esseri umani fanno parte di una karass, sebbene pochi ne siano consapevoli. Le vite dei membri di una stessa karass, stando a quanto si apprende nel libro, tendono ad intrecciarsi tra loro "senza particolari motivi logici". La karass ruota intorno ad un wampeter, un punto centrale, che può consistere in qualsiasi cosa: un essere vivente, un oggetto e così via. Agli uomini non è dato conoscere né i membri della propria karass, né la natura della missione che Dio ha in serbo per loro; ad ogni modo, nulla vieta loro di investigare per scoprirli sebbene, come avverte Bokonon con una parabola riportata nelle prime pagine del romanzo, tali ricerche siano destinate a rimanere incomplete.
Un tipo particolare di karass che si incontra nel romanzo è la duprass, ovvero una karass formata da due sole persone. I due membri di una duprass vivono vite strettamente unite (ad esempio spesso, anche se non necessariamente, sono sposati) e la loro unione non può essere turbata o rotta, "nemmeno dai figli nati da tale unione". Inoltre, i membri di una duprass muoiono inevitabilmente a una settimana l'uno dall'altro.
All'opposto si trova invece il granfaloon: una falsa karass, ovvero un qualche tipo di unione fra individui che non ha rilevanza dal punto di vista bokononista. Fra gli esempi di granfaloon citati nel romanzo vi sono: l'essere nati in una determinata nazione o Stato (come gli USA), l'appartenere a organizzazioni politiche o sociali come il Partito Comunista, e così via. 
Sul piano dei riti, invece, il principale rituale bokononista, espressione anche di massimo amore o affetto tra persone è il boko-maru. Questo consiste nel premere a lungo fra loro le piante dei piedi di due persone.
Altri concetti del Bokononismo di cui è data notizia del romanzo sono:
- laborioso, laborioso, laborioso (in originale busy, busy, busy): espressione che i fedeli bokononisti usano per esprimere a parole quanto complicate e intricate siano le vicende umane
- sin-wat: una persona che vuole per sé tutto l'amore di un'altra persona. Si tratta di un termine dispregiativo, in quanto nel Bokononismo l'amore deve essere rivolto verso tutti allo stesso modo
- stuppa: una persona poco intelligente, un idiota
  - duffle: la (sgradevole) sorte condivise dalle migliaia di persone che seguono uno stuppa
- vin-dit: una improvvisa ed inattesa conversione al Bokononismo
- zah-mah-ki-bo: il fato, il destino ineluttabile